# Muzej likovnih umjetnosti u Bochumu
Muzej likovnih umjetnosti u Bochumu (njem. Museum Bochum – Kunstsammlung) otvoren je 1960. u vili Markhoff. 1983. je proširen s novom zgradom danskog arhitekta Boa i Wohlerta. Zbirka muzeja se sastoji od njemačke umjetnosti nakon 1945. godine i ostale međunarodne umjetnosti 20. stoljeća. Posebno se ističu djela Francisa Bacona i Roberta Matta. Muzej se nalazi nasuprot glavnog ulaza u južni dio Bochuma.
Dvostruka  vila Marckhoff Rosenstein sagrađena 1900. godine u stilu histriocizma. Dugo su je nastanjivale utjecajne obitelji Rosenstein i Marckhoff. Pročelje vile napravljeno je prema shemi pariške opere (Opéra Garnier). Pročelje vile dizajnirao je i izgradio arhitekt Hermann Otto Pflaume, a bio je potpomognut od lokalne udruge za očuvanje kulturne baštine i Schaaffhausen'scher Bank korporacije. Banka je potpomogla u izgradnji ljevaonice čelika, rudnika i mnogih drugih industrijskih građevina u Bochumu. Tijekom Drugog svjetskog rata vila je pretpila ozbiljnu štetu za vrijeme noćnih bombardiranja na slijepo (1943-44). Oko 1960. godine zgradu je otkupio grad. 
Nakon što ju je grad otkupio vila je nadograđena i pretvorena u muzej likovnih umjetnosti. U veljači 2003. godine pod inicijativom Sačuvajmo vilu Marckhoff obnovljena je fasada i posađeno drveće ispred vile. Od ožujka 2014. godine vila i muzej su upisane na listu Ruhrske industrijske baštine. Nasuprot muzeja izgrađen je Stadtpark Bochum u kojemu se nalaze umjetničke skulpture lokalnih umjetnika lijevane od čelika.

## Galerija
- Ulaz u muzej
- Putokaz za muzej i zvjezdarnicu
- Zgrada muzeja

## Vanjske poveznice
- Stranica muzeja
- Stranica grada Bochuma